# Vilém Mathesius
Vilém Mathesius, né le 3 août 1882 à Pardubice et mort le 12 avril 1945 à Prague, est un linguiste, historien de la littérature et angliciste tchécoslovaque, cofondateur et premier président du Cercle linguistique de Prague (1926), représentant de la linguistique structurale. Il a été le premier professeur d'anglais à l'université Charles à Prague (1912). Les principaux domaines de ses intérêts étaient la grammaire, la phonologie et la linguistique générale. Il croyait à la possibilité d'étudier la langue comme un phénomène indépendant des circonstances historiques,.